# 非木材林產物
非木材林產物 (NTFPs) 是指從木材以外的森林獲得的有用食品、物質、材料或商品。收穫範圍從野生採集到農業。它們通常包括獵物、堅果、種子、漿果、蘑菇、食用油、樹液、樹葉、授粉、草藥、泥炭、木材、魚、昆蟲、香料和飼料。 重疊的概念包括「非木材林產品 (NWFP)」、
對非森林林產品的研究重點關注其作為農村收入和市場商品的生產能力、作為傳統知識的表達或作為滿足農村家庭需求的生計選擇、作為可持續森林管理和保護戰略的關鍵組成部分以及作為其永續森林管理和保護策略的重要組成部分。所有研究都將森林產品推廣為可促進森林保護的有價值的商品和工具。
NTFP 特別強調對當地人民和社區有價值但在森林管理優先事項（例如木材生產和動物飼料）之後被忽視的森林產品。 不同的社區參與森林 NTFP 的收集和使用，通常由不同的少數族裔社區或性別角色決定其使用方式。
近幾十年來，人們對使用 NTFP 作為森林管理實踐的替代品或補充的興趣日益濃厚。在某些森林類型中，在適當的政治和社會條件下，可以透過管理森林來增加非森林林產品的多樣性，從而增加生物多樣性和潛在的經濟多樣性。如果管理得當，地中海地區的黑松露種植利潤豐厚。

## 定義
NTFP 種類繁多，包括蘑菇、越橘、蕨類植物、移植植物、球果、松子、樹堅果、苔蘚、楓糖漿、軟木、肉桂、橡膠、野豬、樹油和樹脂以及人參。英國林業委員會將 NTFP 定義為“在林地中發現的木材以外的任何生物資源”， 森林採伐是蘇格蘭重新造林計畫的一部分，將其定義為「由林地提供的材料 - 除了傳統的木材採伐」。這些定義包括野生和管理的獵物、魚類和昆蟲。 NTFP 通常分為花卉綠色植物、裝飾品、藥用植物、食品、香精香料、纖維以及樹液和樹脂等類別。

### 非木材林產品
非木材林產品 (NWFP) 是 NTFP 的子集； 它們不包括木質燃料和木炭。NWFP 和 NTFP 都包括野生食物。全球約有 10 億人在某種程度上依賴野生食品，如野生肉類、食用昆蟲、食用植物產品、蘑菇和魚類，這些食品通常含有高含量的關鍵微量營養素。全球有數百萬家庭的收入依賴非木材產品，這些產品對當地經濟可能特別重要。在全球範圍內，聯合國糧食及農業組織估計，2011 年非木材林產品創造了 880 億美元的收入。 發展中國家約 80% 的人口使用非木材產品（主要是植物性產品）來維持健康。森林食品作為營養資源的價值不僅限於低收入和中等收入國家；歐盟 (EU) 有超過 1 億人經常食用野生食物。
土地轉變、污染和過度採伐威脅著世界許多地區野生物種和採集者的生命和生計。關於非木材林產品的數據和資訊並不完整，但對於監測其在野外的狀況、其對糧食和營養安全的貢獻以及整個供應鏈的可追溯性至關重要.
這些類型林產品的其他分組或名稱包括野生林產品、次要林產品、特殊林產品、次要林產品、替代林產品和次生林產品。非木質林產品 (NWFP) 一詞與 NTFP 的不同之處在於它不包括木質燃料或木炭。儘管採取措施理清不同術語和定義以改善森林統計，但關於非木材林產品的術語爭論已持續了數十年。

## 用途
來自不同社會經濟、地理和文化背景的人們出於多種目的收穫非木質林產品，包括家庭生計、文化和家庭傳統的維護、精神滿足、身心健康、房屋取暖和烹飪、動物飼養、本土醫學和治療、科學學習和收入。 與收穫同義的其他術語包括野生製作、採集、收集和覓食。NTFP 還可以作為各種行業的原材料，從大型花卉綠色供應商和製藥公司到以各種活動（例如籃子製作、木雕以及各種藥用植物的收穫和加工）為中心的微型企業。
目前有超過 28,000 種植物物種被記錄為具有藥用價值，其中許多存在於森林生態系中。參觀森林環境可以對人類的身心健康產生正面的影響，許多人與森林有著深厚的精神連結。

## 經濟重要性
在熱帶森林中，非森林林產品可以成為補充農業和/或其他活動的重要收入來源。秘魯亞馬遜雨林的價值分析發現，與同一地區的木材採伐相比，採伐非森林林產品每公頃產生的淨收入更高，同時仍能保護重要的生態服務。綜合考慮其經濟、文化和生態價值，使非森林林產品管理成為永續森林管理以及生物多樣性和文化多樣性保護的重要組成部分。

### 進一步閱讀
- Delang, Claudio O. 2006. The Role of Wild Food Plants in Poverty Alleviation and Biodiversity Conservation in Tropical Countries. Progress in Development Studies 6(4): 275-286
- Emery, Marla and Rebecca J. McLain; (editors).  2001.  Non-Timber Forest Products: Medicinal Herbs, Fungi, Edible Fruits and Nuts, and Other Natural Products from the Forest.  Food Products Press: Binghamton, New York.
- Guillen, Abraham; Laird, Sarah A.; Shanley, Patricia; Pierce, Alan R. (editors). 2002. Tapping the Green Market: Certification and Management of Non-Timber Forest Products. Earthscan
- Jones, Eric T. Rebecca J. McLain, and James Weigand. eds. 2002. Non Timber Forest Products in the United States. Lawrence: University Press of Kansas.
- Mohammed, Gina H. 2011. The Canadian NTFP Business Companion: Ideas, Techniques and Resources for Small Businesses in Non-Timber Forest Products & Services.  Candlenut Books: Sault Ste Marie, Ontario

## 外部連結
- （英文） FAO Nonwood Forest Products Website （页面存档备份，存于）
- （英文） Nontimber Forest Products in Alaska （页面存档备份，存于）
- （英文） Northern Forest Diversification Centre （页面存档备份，存于）
- （英文） NTFP.org （页面存档备份，存于）
- （英文） Virginia Tech Non-Timber Forest Products （页面存档备份，存于）